# Шодай (Наруто)
Първият Хокаге (на японски: 初代火影, Шодай Хокаге) е Хаширама Сенджу, който е измислен герой от японското аниме и манга серии Наруто, създадени от Масаши Кишимото.
Шодай е по-големият брат на Нидайме и е дядо на Цунаде и Наваки. Като лидер на горския клан Сенджу, той сключва съюз с лидера на клана Учиха – Мадара Учиха. Този съюз довежда до образуването на Селото скрито в Листата (Коноха). Първият използва своите уникални Мокутон умения за да създаде селото. Хаширама и Мадара водят спор за това как да управляват Коноха, който довежда до битката им в Долината на Края, спечелена от Мадара, но за да може той да остане в тайна се е оказало, че Първия е спечелил битката (Мадара умрял от старост).
След смъртта на Шодай, Орочимару извлича ДНК от тялото му и я инжектира в 60 опитни субекта с намерението да възпроизведе Мокутона. От тях оцелява единствено Ямато, който е надарен с уменията на Първия.
Години по-късно Шодай и Нидайме са възкресени от Орочимару за да се бият срещу техния бивш ученик, Сарутоби (Сандайме – Трети Хокаге). Неспособен да ги победи, заради напредналата си възраст, Третият Хокаге заключва душите им, обричайки ги на непрестанна битка във вечността.